# Estação Uhlandstraße
Uhlandstraße é uma das estações terminais da linha U1 da U-Bahn de Berlim, na Alemanha.